# Stanislav Tůma
Stanislav Tůma (ur. 5 września 1948) – czechosłowacki zapaśnik walczący w stylu wolnym. Olimpijczyk z Monachium 1972, gdzie odpadł w eliminacjach turnieju w kategorii 62 kg
Piąty na mistrzostwach Europy w 1970 i szósty w 1972 roku.
- Turniej w Monachium 1972

Przegrał z Szamseddinem Sejjedem Abbasim z Iranu i Gerhardem Weisenbergerem z RFN.